# Ashdods fall
Ashdods fall var den egyptiska erövringen av Ashdod 635 f.Kr. där den egyptiska armén under farao Psammetikus I belägrade och intog Ashdod i sydvästra Levanten. Ashdod var en av de fem filisteiska stadsstaterna som tillhörde det assyriska imperiet som Egypten tidigare varit vasallstat till. Enligt Herodotos skall belägringen ha pågått i 29 år, något som betvivlas av moderna forskare.

## Bakgrund
Under Ashurbanipals senare tid som Assyriens konung var det assyriska imperiet inblandat i nästan konstant krigföring på flera fronter med invaderande stammar i söder, kaldeiska uppror i Babylonien, elamitiska interventioner mot assyrierna på kaldéernas sida och ett ostabilt Egypten som nyligen erövrats. Trots flera aggressiva och lyckade kampanjer började den assyriska militärmakten sakta att nötas ut och för att nå en slutlig seger i öst mot Elam beslutade sig Ashurbanipal för att ta de assyriska trupper som befann sig i Egypten och Levanten och istället föra dem till krigen i öst. Detta lämnade Egypten i stort sett ensamma och den assyriske vasallkungen Psammetikus I förklarade snart sitt rike självständigt från Assyrien. Egypten verkar dock ha fortsatt vara under assyriska influenser fram tills 639 f.Kr.

## Slaget
635 f.Kr. hade farao Psammetikus väntat i åtminstone fyra år på att assyrierna skulle reagera och invadera hans land, detta hade dock inte skett. Då det nu var tydligt att Assyrien var alltför försvagat för att kunna göra motstånd beslutade han sig därmed för att invadera Levanten och återta Ashdod till det egyptiska riket. Slaget i sig är inte nedskrivet i detalj men egypterna verkar ha erövrat Ashdod utan några större förluster och inga assyriska anfall kom som hämnd för händelsen. Inget riktigt krig bröt därmed ut mellan Assyrien och Egypten som vid slutet av 600-talet f.Kr. skulle vara allierade fram till det assyriska imperiets slutliga fall. Dagens forskare menar att det är möjligt att Ashdod helt enkelt kapitulerade inför den egyptiska armén och att detta visar den naturliga övergången från det fallande assyriska imperiet till ett mäktigare egyptiskt rike.